# 박코스 여신도들

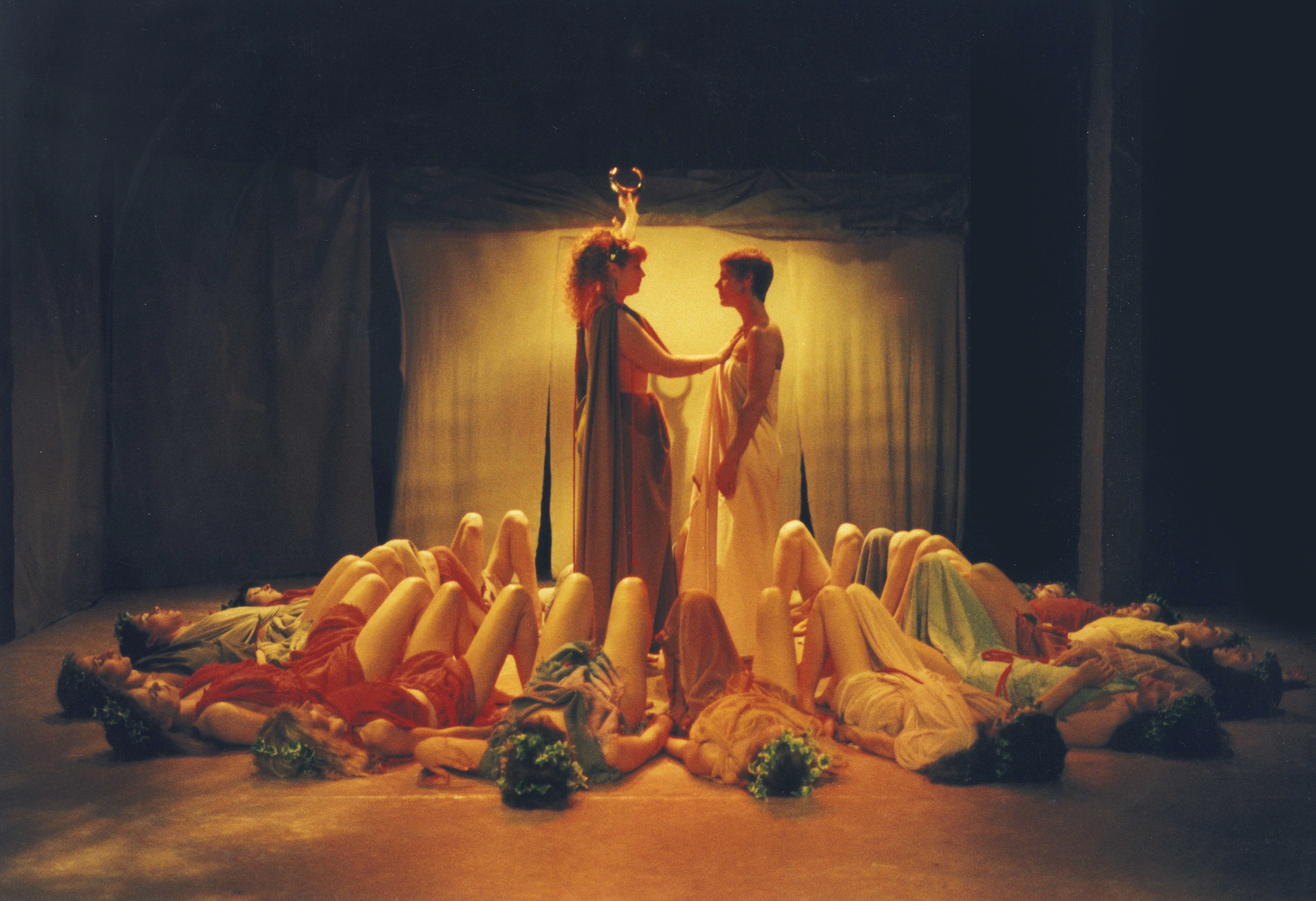
1997년 로스앤젤레스 공연

《박코스 여신도들》(고대 그리스어: Βάκχαι, Bakchai 또는 The Bacchantes)은 에우리피데스가 쓴 고대 그리스 비극 작품이다. 에우리피데스 사후 기원전 405년에 《아울리스의 이피게네이아》와 《코린토스의 알크마이온》와 함께 삼부작의 일부로써 디오니소스 극장에서 초연되었고, 그와 이름이 같은 아들 또는 조카가 작품을 연출한 것으로 추정하고 있다.
디오니소스와 그를 따르는 신도들, 그리고 그의 신성을 부정했던 펜테우스의 이야기를 재현했다. 펜테우스와 그 일족은 광기에 사로잡혀 고통 받다 희생된다. 에우리피데스는 이 또한 신의 계획이요 뜻임을 강조하며 겸허한 삶의 자세를 강조한다.

## 개요
고대 그리스의 주신 디오뉘소스가 사람들에게 자신의 신성을 알리고자 오랫동안 세상을 여행한 끝에 어머니의 고향인 테바이를 찾아와서 벌이는 일과 이야기이다.
기원전 406년경 공연된 것으로 추정되는 ≪박코스 여신도들≫은 포도주와 광란과 황홀경의 신 디오니소스의 신성을 부정한 펜테우스 일가의 몰락을 그리고 있다. 테베 왕이었던 펜테우스는 테베 여인들 사이에서 확산되던 디오니소스 숭배를 막고자 안간힘을 쓴다. 디오니소스를 숭배하는 여신도 무리에는 펜테우스의 어머니와 이모도 포함되어 있었다. 펜테우스는 키타이론산에서 디오니소스 축제가 열린다는 소식을 듣고 그 광경을 직접 보고자 여신도 복장을 한 채 축제 현장을 찾고, 광기에 사로잡힌 그의 어머니와 이모가 디오니소스의 신성을 부정했다는 죄목으로 펜테우스를 붙잡아 사지를 찢어발긴다. 펜테우스 일가에 닥친 불행이 디오니소스의 뜻이었음이 밝혀지고, “모든 게 신의 뜻”이라는 코로스의 합창으로 극이 마무리된다.
작품의 소재가 된 디오니소스 숭배 의식은 고대 그리스에서 실제로도 행해졌다. 이는 이후 디오니소스 밀교로 발전했고 주로 여성들이 이 밀교에 빠져들었다. 신도들은 ‘박카이’ 즉 ‘박코스를 따르는 여신도들’로 불리며 짐승이나 어린아이를 디오니소스 신께 바쳤는데, 광란 상태에서 살아 있는 제물을 뜯어먹고 그 피를 마셨다. 밀교 의식은 이후 소아시아, 이집트까지 퍼졌고 로마에까지 전파되었다. 신도들의 학살과 간음을 방치할 수 없었던 로마 당국은 밀교 확산을 제재하기도 했다.
에우리피데스는 섣불리 신의 뜻을 부정했다 몰락한 펜테우스 일가의 사례를 통해 코로스의 입을 빌려 주어진 운명을 겸허하게 받아들이고 지혜롭게 처신하는 법을 배우라고 주문한다.

## 등장 인물
- 디오뉘소스 - 제우스와 세멜레의 아들, 술의 신, 대지의 풍요를 주재하는 신
- 테이레시아스 - 눈먼 예언자
- 코러스 - 박코스 여신도들(디오뉘소스를 따라온 리디아 여인들)
- 카드모스 - 테바이의 전왕(前王)
- 펜테우스 - 테바이 왕, 아가우에의 아들
- 펜테우스의 시종
- 사자1 - 소 치는 목자
- 사자2 - 펜테우스의 시종
- 아가우에 - 카드모스의 딸, 펜테우스의 어머니